# Longipteryx chaoyangensis
Longipteryx chaoyangensis (Лонгіптерикс) — викопний вид енанціорнісових птахів родини Longipterygidae, що мешкав у ранньому крейдяному періоду (близько 120,3 млн років тому). Скам'янілі залишки знайдені у пластах формування Jiufotang в провінції Ляонін (Китай).

## Етимологія
Назва Longipteryx означає «з довгим пір'ям», від лат. longus (лонгус), «довгий» + грец. πτέρυξ (птерикс), «крило», «перо». Назва виду chaoyangensis означає "з Чаояну " (місто в провінції Ляонін).

## Опис

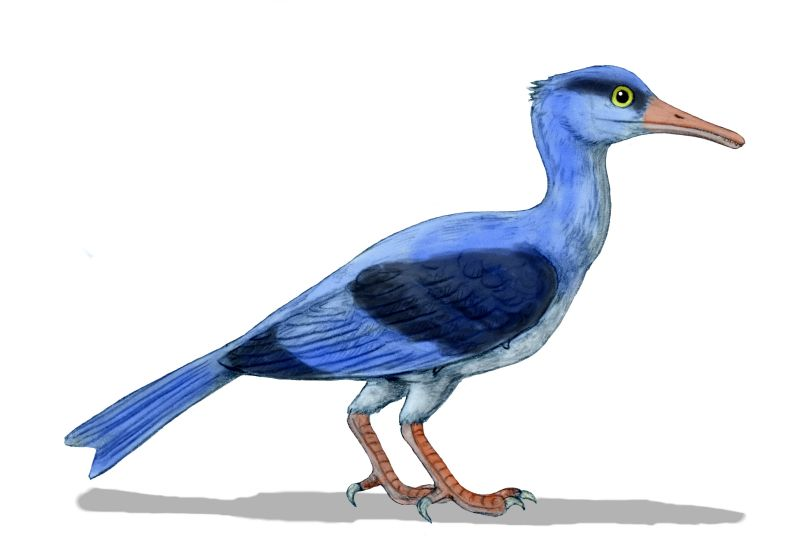
Реконструкція можливого зовнішнього вигляду

Лонгіптерикс сягав довжини тіла близько 15 см. Longipteryx, ймовірно, пірнав аби полювати на рибу, ракоподібних або інших водних тварин відповідного розміру. В цілому, вони, мабуть, найближче у своїй екологічній ніші до сучасних рибалочок.

## Ресурси Інтернету
- L. chaoyangensis at shanghai-fossil.com [in Chinese]. Contains photos of holotype with fossilized plumage. Retrieved 2007-OCT-29

| Гасторніс | Це незавершена стаття про викопних птахів. Ви можете допомогти проєкту, виправивши або дописавши її. |